# 无芒鸭嘴草
无芒鸭嘴草（学名：Ischaemum muticum），为禾本科鸭嘴草属下的一个植物种。